# إيسولا دل غران ساسو ديتاليا
إيسولا دل غران ساسو ديتاليا (بالإيطالية: Isola del Gran Sasso d'Italia)‏ هي بلدية في مقاطعة تيرامو في إقليم أبروتسو الإيطالي.

## السكان
في سنة 1861 بلغ عدد السكان 3٬510 نسمة، وتطور العدد ليصل في سنة 2011 لـ 4٬840 نسمة.
يظهر هذا المخطط البياني تطور النمو السكاني لـ إيسولا دل غران ساسو ديتاليا